# Liste der Naturdenkmale in Neuhausen auf den Fildern
| Naturdenkmale | Anzahl |
| ------------- | ------ |
| FND           | 6      |
| END           | 7      |
| Gesamt        | 13     |

Die Liste der Naturdenkmale in Neuhausen auf den Fildern nennt die verordneten Naturdenkmale (ND) der im baden-württembergischen Landkreis Esslingen liegenden Gemeinde Neuhausen auf den Fildern. In Neuhausen auf den Fildern gibt es insgesamt dreizehn als Naturdenkmal geschützte Objekte, davon sechs flächenhafte Naturdenkmale (FND) und sieben Einzelgebilde-Naturdenkmal (END).
Stand: 30. Oktober 2016.

## Flächenhafte Naturdenkmale (FND)
| Name                                  | Bild | Kennung     | Einzelheiten              | Position | Fläche Hektar | Datum         |
| ------------------------------------- | ---- | ----------- | ------------------------- | -------- | ------------- | ------------- |
| Bachsaum im oberen Tal                |      | 81160473013 | Neuhausen auf den Fildern | ⊙        | 0,8           | 22. Okt. 1993 |
| Egelsee                               | BW   | 81160473007 | Neuhausen auf den Fildern | ⊙        | 4,8           | 10. Okt. 1986 |
| Gehölz im Gewann Rotwiesen            |      | 81160473012 | Neuhausen auf den Fildern | ⊙        | 0,3           | 22. Okt. 1993 |
| Riedwäldchen am Waagenbach            |      | 81160473011 | Neuhausen auf den Fildern | ⊙        | 4,7           | 22. Okt. 1993 |
| Schwarzerlenbruch mit Sauergrasplatte |      | 81160473001 | Neuhausen auf den Fildern | ⊙        | 4,5           | 22. Okt. 1993 |
| 4 Eichen mit Vogelsschutzgehölz       |      | 81160473003 | Neuhausen auf den Fildern | ⊙        | 0,2           | 25. Aug. 1983 |
| Legende für Naturdenkmal              |      |             |                           |          |               |               |

## Einzelgebilde (END)
| Name                     | Bild | Kennung     | Einzelheiten                                                          | Position | Fläche Hektar | Datum         |
| ------------------------ | ---- | ----------- | --------------------------------------------------------------------- | -------- | ------------- | ------------- |
| Eiche                    | BW   | 81160473008 | Neuhausen auf den Fildern Nicht mehr in der LUBW-Datenbank vorhanden. | ⊙        | 0,0           | 22. Okt. 1993 |
| Elsbeerbaum              | BW   | 81160473009 | Neuhausen auf den Fildern                                             | ⊙        | 0,0           | 22. Okt. 1993 |
| 1 Eiche                  |      | 81160473002 | Neuhausen auf den Fildern Nicht mehr in der LUBW-Datenbank vorhanden. | ⊙        | 0,0           | 25. Aug. 1983 |
| 1 Linde (Haaslinde)      |      | 81160473006 | Neuhausen auf den Fildern                                             | ⊙        | 0,0           | 25. Aug. 1983 |
| 1 Linde                  | BW   | 81160473010 | Neuhausen auf den Fildern                                             | ⊙        | 0,0           | 22. Okt. 1993 |
| 2 Linden                 |      | 81160473004 | Neuhausen auf den Fildern                                             | ⊙        | 0,0           | 25. Aug. 1983 |
| 4 Linden                 |      | 81160473005 | Neuhausen auf den Fildern                                             | ⊙        | 0,0           | 25. Aug. 1983 |
| Legende für Naturdenkmal |      |             |                                                                       |          |               |               |